# روبرت إيفان
روبرت إيفان (بالرومانية: Robert Ivan)‏ هو لاعب كرة قدم روماني في مركز الدفاع، ولد في 24 أبريل 2000 في رومانيا. لعب مع كونكورديا كياجنا.

## وصلات خارجية
- روبرت إيفان على موقع قاعدة بيانات كرة القدم.إي يو (الإنجليزية)
- روبرت إيفان على موقع Soccerway.com (الإنجليزية)